# Manfred Gausmann
Manfred Gausmann (* 9. April 1939 in Rothbach; † 14. Juni 2015 in Aidenbach) war ein deutscher Politiker (SPD).
Gausmann besuchte die Volksschule und erreichte die Fachschulreife über den zweiten Bildungsweg. 1953 trat er über die mittlere Beamtenlaufbahn in den Dienst der Deutschen Bundesbahn ein, 1974 stieg er in den gehobenen Dienst auf.
Gausmann war ab 1966 Marktgemeinderat, von 1974 bis 1990 ehrenamtlicher 1. Bürgermeister des Markts Aidenbach sowie Mitglied des Bezirkstags von Niederbayern und Kreisrat im Landkreis Passau. Von 1982 bis 1994 war er Abgeordneter des Bayerischen Landtags.